# Dietrichswalder Marienerscheinungen

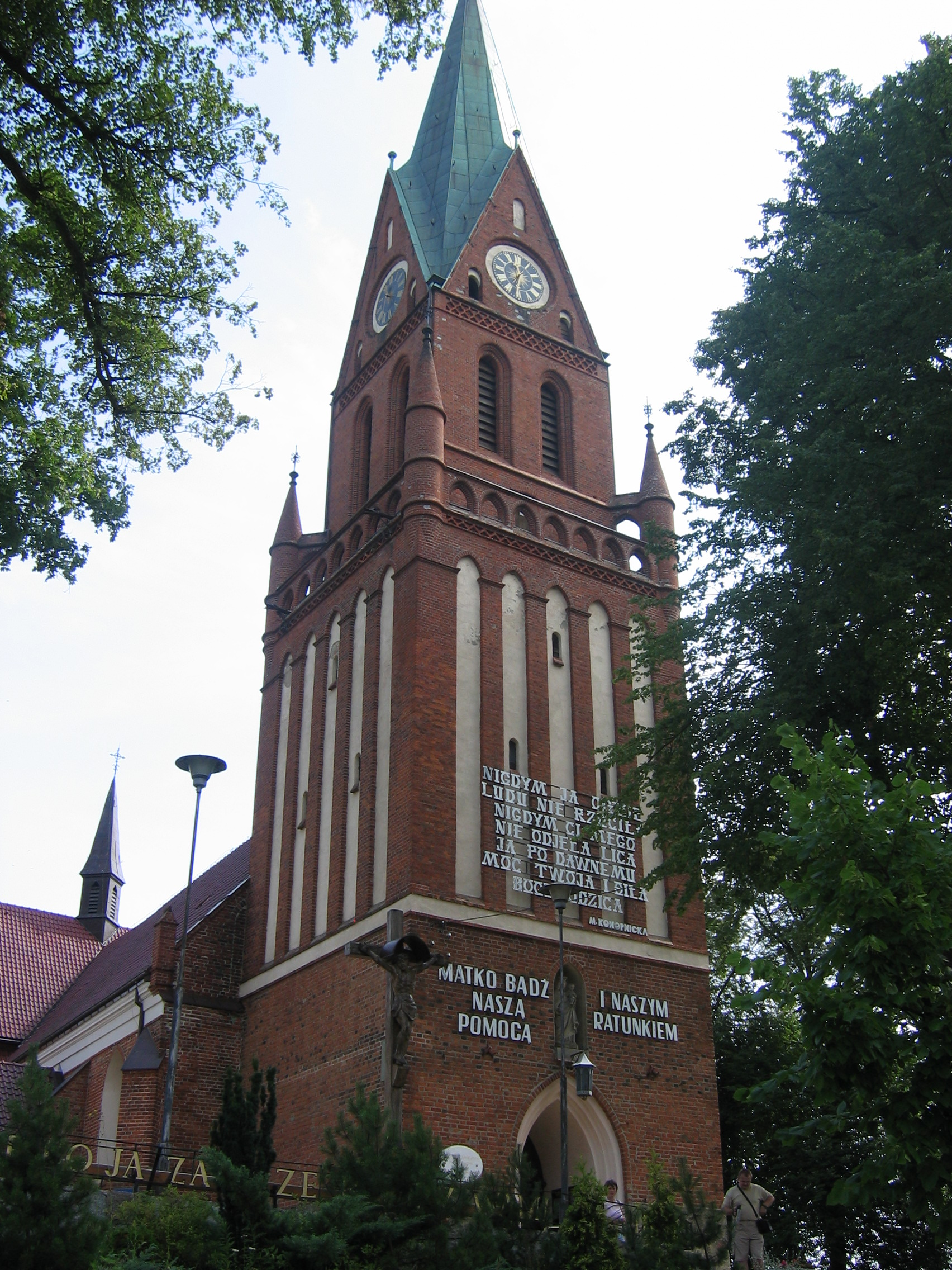
Wallfahrtskirche Sankt Marien zu Dietrichswalde

Während der Dietrichswalder Marienerscheinungen berichteten damals die 13-jährige Justine Schafrinska (polnisch Justyna Szafryńska) und die 12-jährige Barbara Samulowska, dass ihnen in Dietrichswalde (heute Gietrzwałd im Powiat Olsztyński in der polnischen Wojewodschaft Ermland-Masuren) im Zeitraum vom 27. Juni bis zum 16. September 1877 mehrere Male die Jungfrau Maria in einem Ahornbaum erschienen sei. Anders als bei den nahezu zeitgleich stattfindenden Marpinger Marienerscheinungen reagierten die preußischen Behörden hier mit Zurückhaltung.

## Hintergrund: Konfession und Sprache im 19. Jahrhundert
Dietrichswalde liegt im Ermland, das im 19. Jahrhundert eine rein katholische Enklave im ansonsten protestantischen Ostpreußen war. In Dietrichswalde lebten neben Deutschen und Masuren auch polnischsprachige Preußen.

## Die Ereignisse
Als im Juni 1877 die zwei Mädchen das erste Mal von den Erscheinungen berichteten, reagierte der zuständige Landrat von Allenstein mit deutlich größerer Umsicht, als dies bei seinen saarländischen Kollegen der Fall gewesen war, wo am 13. Juli 1876 die singende und betende Schar von Wallfahrern mit Hilfe von Militär auseinandergetrieben worden war. Der Landrat besuchte das Dorf in Begleitung von nur zwei Gendarmen. Er ließ zwar gleichfalls den Erscheinungsort absperren. Doch die 13.000 Wallfahrer, die sich gleichwohl in Dietrichswalde im August 1877 einfanden, wurden nur durch einen einzigen Gendarmen beobachtet. 
Im Sommer 1877 kamen bis zu 2.000 Pilger täglich. Die Bielefelder Zeitung notierte im Oktober 1879, dass der „Dietrichswalder Wunderschwindel […] wenigstens durch die Vermehrung der Eisenbahneinnahmen einen Nutzen für den Staat habe“; der Personenverkehr der Dietrichswalde nahegelegenen Station Biessellen, der 1873 nur 3407 Mark betrug, habe sich seither auf über 400.000 Mark jährlich gesteigert. Für 2018 werden 300.000 Besucher am Wallfahrtsort genannt.
Die beiden Mädchen gerieten in den zu der Zeit herrschenden Kulturkampf und wurden zunächst im Kloster Heilsberg in Sicherheit gebracht. Später traten sie in die Kongregation der Barmherzigen Schwestern in Kulm an der Weichsel ein. Barbara Samulowska war zeitlebens Nonne und starb 1950 in Guatemala. Justyna Szafryńska lebte 20 Jahre (1877–1897) im Kloster und erneuerte danach ihr Gelübde nicht mehr. Sie heiratete am 27. Dezember 1899 in Paris, Frankreich, Raymond Etienne Bigot und lebte nachweisbar bis 1904 in Malakoff, einem Außenbezirk von Paris. Danach fehlt jegliche Spur von ihr. Die Angabe, dass sie in Westfalen gewohnt haben soll, ist fraglich und es gibt keine Beweise dafür.

## Kirchen
Die Wallfahrtskirche St. Marien in Dietrichswalde wurde in den Jahren von 1878 bis 1884 vom Paderborner Dom- und Diözesanbaumeister Arnold Güldenpfennig im neugotischen Stil erbaut. Das Gotteshaus wurde im Jahr 1970 von Papst Paul VI. zur Basilica minor erhoben.
Kirchen mit dem Patrozinium der Gottesmutter von Gietrzwałd sind der Marienerscheinung gewidmet.